# Winston County, Mississippi
Winston County är ett administrativt område i delstaten Mississippi, USA, med 19 198 invånare. Den administrativa huvudorten (county seat) är Louisville. 

## Geografi
Enligt United States Census Bureau har countyt en total area på 1 580 km². 1 572 km² av den arean är land och 8 km² är vatten. 

### Angränsande countyn
- Oktibbeha County - nord
- Noxubee County - öst
- Kemper County - sydost
- Neshoba County - syd
- Attala County - väst
- Choctaw County - nordväst